# Kristen Fløgstad
Kristen Fløgstad (* 11. April 1947 in Lunde, Telemark) ist ein ehemaliger norwegischer Weit- und Dreispringer.
Im Dreisprung wurde er bei den Europameisterschaften 1969 in Athen Elfter. 1971 schied er bei den Europameisterschaften in Helsinki in der Qualifikation aus. Bei den Olympischen Spielen 1972 in München kam er auf den achten, bei den Halleneuropameisterschaften 1973 in Rotterdam auf den fünften und bei den Europameisterschaften 1974 in Rom auf den 14. Platz.
Zehnmal wurde er Norwegischer Meister im Dreisprung (1968, 1970, 1971, 1973–1976, 1979, 1980, 1982) und sechsmal im Weitsprung (1967, 1968, 1973, 1975–1977). In der Halle holte er siebenmal den nationalen Titel im Dreisprung (1968, 1970–1973, 1975, 1980) und viermal im Weitsprung (1968, 1973, 1975, 1976). 1968 und 1971 wurde er Schwedischer Hallenmeister im Dreisprung und 1968 im Weitsprung. 1976 wurde er Dänischer Hallenmeister im Weit- und im Dreisprung.

## Persönliche Bestleistungen
- Weitsprung: 8,02 m, 4. August 1973, Oslo (ehemaliger norwegischer Rekord)
  - Halle: 7,53 m, 17. Februar 1973, Moss (ehemaliger norwegischer Rekord)
- Dreisprung: 16,44 m, 4. September 1972, München (ehemaliger norwegischer Rekord)
  - Halle: 16,14 m, 10. März 1973, Rotterdam (ehemaliger norwegischer Rekord)